# Brand New Eyes
Brand New Eyes je treći studijski album američkog sastava Paramore. Album je sniman od siječnja do ožujka. Album je izdan od prodavačke kuće Fueled by Ramen, 29. rujna 2009. godine. "Ignorance" je prvi singl iz albuma koji je dostupljen za digitalno preuzimanje od 7. srpnja 2009. godine. Drugi singl je Brick by Boring Brick je dostupan za digitalno preuzimanje od 17. studenog 2009.

## Snimanje albuma
Sastav se nadao snimati svoj treći studijski album brand new eyes u njihovom rodnom kraju, ali to nije moguće. To je njima u početku bio stres ali, grupa je nakon toga priznala da je to najbolje.

## Turneja
Paramore je najavio da će ići na turneju, napisali su to na svojoj službenoj stranici. Swellers Papir i Ruta pridružuju se kao otvorenje na turneji. Turneja će početi u Pomoni, Kaliforniji 29. rujna 2009. godine. (Dan na izdanje albuma).

## Popis pjesama
| Br. | Skladba                   | Trajanje |
| --- | ------------------------- | -------- |
| 1.  | »Careful«                 | 3:50     |
| 2.  | »Ignorance«               | 3:38     |
| 3.  | »Playing God«             | 3:02     |
| 4.  | »Brick by Boring Brick«   | 4:13     |
| 5.  | »Turn It Off«             | 4:19     |
| 6.  | »The Only Exception«      | 4:27     |
| 7.  | »Feeling Sorry«           | 3:05     |
| 8.  | »Looking Up«              | 3:29     |
| 9.  | »Where the Lines Overlap« | 3:18     |
| 10. | »Misguided Ghosts«        | 3:01     |
| 11. | »All I Wanted«            | 3:48     |
| 12. | »Decode«                  |          |

## Ljestvice
| Ljestvica (2009)       | Najviša pozicija | Certifikacija |
| ---------------------- | ---------------- | ------------- |
| Australija             | 1                | zlatna        |
| Austrija               | 7                |               |
| Belgija (Flandrija)    | 20               |               |
| Belgija (Valonija)     | 34               |               |
| Danska                 | 26               |               |
| Finska                 | 5                |               |
| Francuska              | 36               |               |
| Irska                  | 1                | zlatna        |
| Italija                | 33               |               |
| Kanada                 | 3                | zlatna        |
| Meksiko                | 7                |               |
| Nizozemska             | 23               |               |
| Novi Zeland            | 1                | zlatna        |
| Norveška               | 27               |               |
| Njemačka               | 7                |               |
| SAD                    | 2                | zlatna        |
| Španjolska             | 25               |               |
| Švedska                | 17               |               |
| Švicarska              | 15               |               |
| Ujedinjeno Kraljevstvo | 1                | zlatna        |